# Distrito de Los Morochucos
El distrito de Los Morochucos es uno de los seis que conforman la provincia de Cangallo, ubicada en el departamento de Ayacucho en el Sur del Perú.

## Toponimia

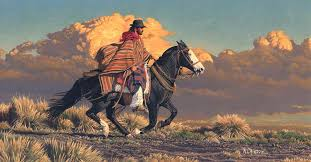
Morochucos, vaqueros de las llanuras de los Andes peruanos, participaron en la historia y en las guerras del Perú

El nombre del distrito fue dado en homenaje a los morochucos, personajes íntimamente ligados al folclore ayacuchano y conocidos por su valentía, fuerza y habilidad como jinetes. Tuvieron una protagónica participación en la guerra de Independencia y durante la campaña de la Breña en la guerra del Pacífico.
Su máximo representante es el prócer Basilio Auqui.

## Historia

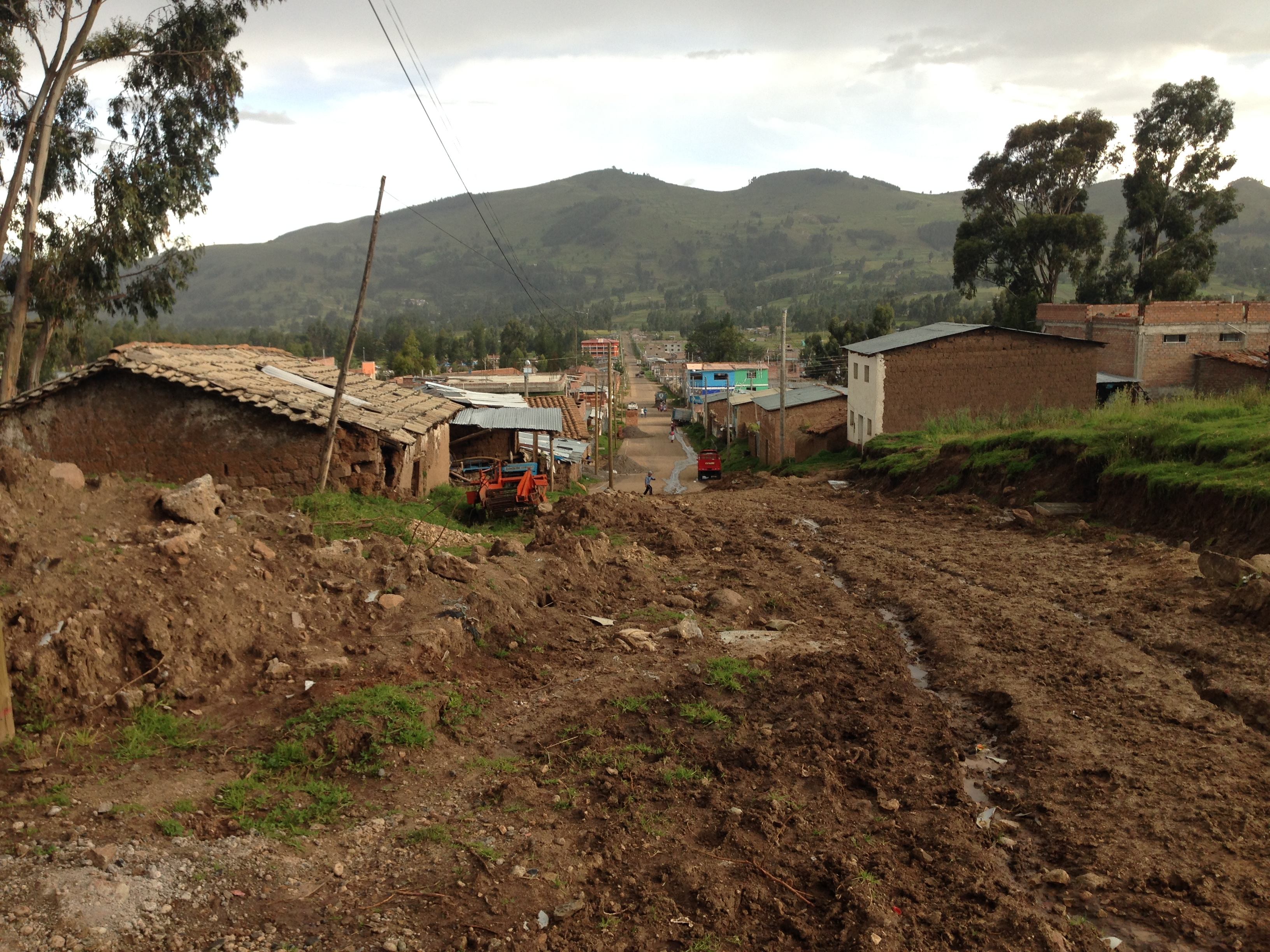
Paisaje panorámico de Pampacangallo

El distrito fue creado mediante la Ley n.º 12826 del 12 de abril de 1957, durante el gobierno del presidente Manuel Prado Ugarteche. El principal centro urbano y capital del distrito es Pampacangallo, ubicado a 3.327 m s. n. m.

## Geografía
El distrito está localizado en la provincia de Cangallo, en el departamento de Ayacucho. Se encuentra a unos 3.330 m s. n. m. En esta localidad llega a crecer la puya Raimondi.

## Patrimonio

### Cultural
En este distrito la población se identifica con la herencia de los jinetes andinos llamados morochucos, que usan látigos de cuero de res llamados cocobolos. Ellos usan sus caballos para mover y rodear el ganado, o domar caballos salvajes. Disfrutan de las carreras de caballos y rodeos en sus fiestas, así como corridas de toros.

## División Territorial - Administrativa
Población distrital (2024): 11 139 hab.

### Centros poblados y comunidades
- Urbanos
  - Pampa cangallo, 3 653 hab.
  - Llumchicancha Chanquil, 1 320 hab.
- Rurales
  - Cuchucancha, con 700 hab.
  - Satica, con 1 002 hab.
  - Hualchancca, 656 hab.
  - Juscaymarca, 999 hab.
  - Ñuñunhuaycco, 903 hab.
  - Buenavista,  422 hab.
  - Munaypata, 332 hab.
  - Cusibamba, 403 hab.
  - Chalco, 380 hab.
  - Pariahuanca, 369 hab.

## Autoridades

### Municipales
- 2023 - 2026[2]
  - Alcalde: Fredy Saúl Arango Gómez, de Movimiento Regional Agua Ayacucho.
  - Regidores:

  1. Jorge Luis Alarcón Mitma (Movimiento Regional Agua Ayacucho)
  2. Welmar Oré De la Cruz (Movimiento Regional Agua Ayacucho)
  3. Sergio Vidal Garamendi Castro (Movimiento Regional Agua Ayacucho)
  4. Recardina Gómez Auqui (Movimiento Regional Agua Ayacucho)
  5. Silvestre Velásquez Moreno (Desarrollo Ande Ayacucho)

Alcaldes anteriores
- 1964 - 1966: Felipe Castro Paquiyauri, de Alianza Acción Popular - Democracia Cristiana.
- 1967 - 1969: Bernabé Alarcón Berrocal, de Alianza Acción Popular - Democracia Cristiana.
- 1969 - 1980: Gobierno militar.
- 1981 - 1983: Roberto Villanueva Aquino, de Acción Popular.
- 1987 - 1989: Lorenzo Ruiz De la Vega, de Partido Aprista Peruano.
- 1993 - 1995: Gregorio Bellido Prado, de Acción Popular.
- 1996 - 1998: Alejandro De la Cruz Martínez, de L.I. Nro 13 Somos Morochucos.
- 1999 - 2002: Hugo Colos Oré, del Movimiento Independiente Vamos Vecino.
- 2003 - 2006: Alfredo Gómez Alarcón, del Movimiento Independiente por el Desarrollo Social y Agrario Morochucos.
- 2007 - 2010: Sergio Dipaz Cisneros, de Qatun Tarpuy.
- 2011 - 2014: Rotier Gómez Hinostroza, de Juntos Si Se Puede.
- 2015 - 2018: Enrique Béjar Tenorio, de Unidos por el Desarrollo de Ayacucho.
- 2019 - 2022: Miguel Gómez Salvatierra, Movimiento Regional Gana Ayacucho